# Guineai szőrösbéka
A guineai szőrösbéka (Trichobatrachus robustus) a kétéltűek (Amphibia) osztályának békák (Anura) rendjébe, ezen belül az Arthroleptidae családjába tartozó faj. Nemének egyetlen faja.

## Előfordulása
A guineai szőrösbéka Közép-Afrikában él. A következő országokban található meg: Kamerun, Kongói Demokratikus Köztársaság, Egyenlítői-Guinea, Gabon és Nigéria. Angolában és a Kongói Köztársaságban csak feltételezett a jelenléte.

## Megjelenése
Ez a békafaj körülbelül 11 centiméter hosszú. Rövid feje nagyon széles. Pofája kerekített. A hím jóval nagyobb, mint a nőstény. A hímnek páros belső légzsákja van. Szintén a hím elülső lábának a hüvelykujján, három rövid, fekete tüske látható. A szaporodási időszakban, a hímnek szőrszerű képződmények nőnek, a test oldalára és a combokra. Ezek a „szőrök” artériákat tartalmaznak, amelyek segítik a hímet a vízalatti lélegzésben; mivel a hím hosszú ideig őrzi és gondozza a nőstény által víz alá lerakott petéket.
Ennek az állatnak „visszahúzható karma” van. De ez a „karom” nem szaruból van, mint a többi állat esetében, hanem csontból. A béka akarattal eltöri lábujjának csontját, amely átszakítja a bőrt. Ez a viselkedés egyedülálló az állatvilágban, és a tudósok még nem jöttek rá, hogy a guineai szőrösbéka miért teszi ezt. Egyesek, például Gerald Durrell szerint védekezésből, míg mások, például David Cannatella szerint a jobb kapaszkodás céljából.

## Életmódja
A guineai szőrösbéka természetes élőhelye a trópusi és szubtrópusi alföldi erdők, folyók felszántott földek és ültetvények. A kivágott erdőkben is jól érzi magát. A kifejlett állat tápláléka simatestű házatlancsiga-félék, soklábúak, pókok, bogarak és sáskák.

## Szaporodása
Habár ez az állat szárazföldi életmódot folytat, szaporodni a vízhez kell jönnie. A petéket, tömegesen a patakok köveire rakja le. Az eléggé izmos ebihalak ragadozók; szájukban néhány elágazó fogsor található.

## Veszélyeztetettsége
Habár az élőhelyének elvesztése veszélyezteti ezt a békát, a Természetvédelmi Világszövetség (IUCN) mégis nem fenyegetett fajnak minősíti.

## Galéria

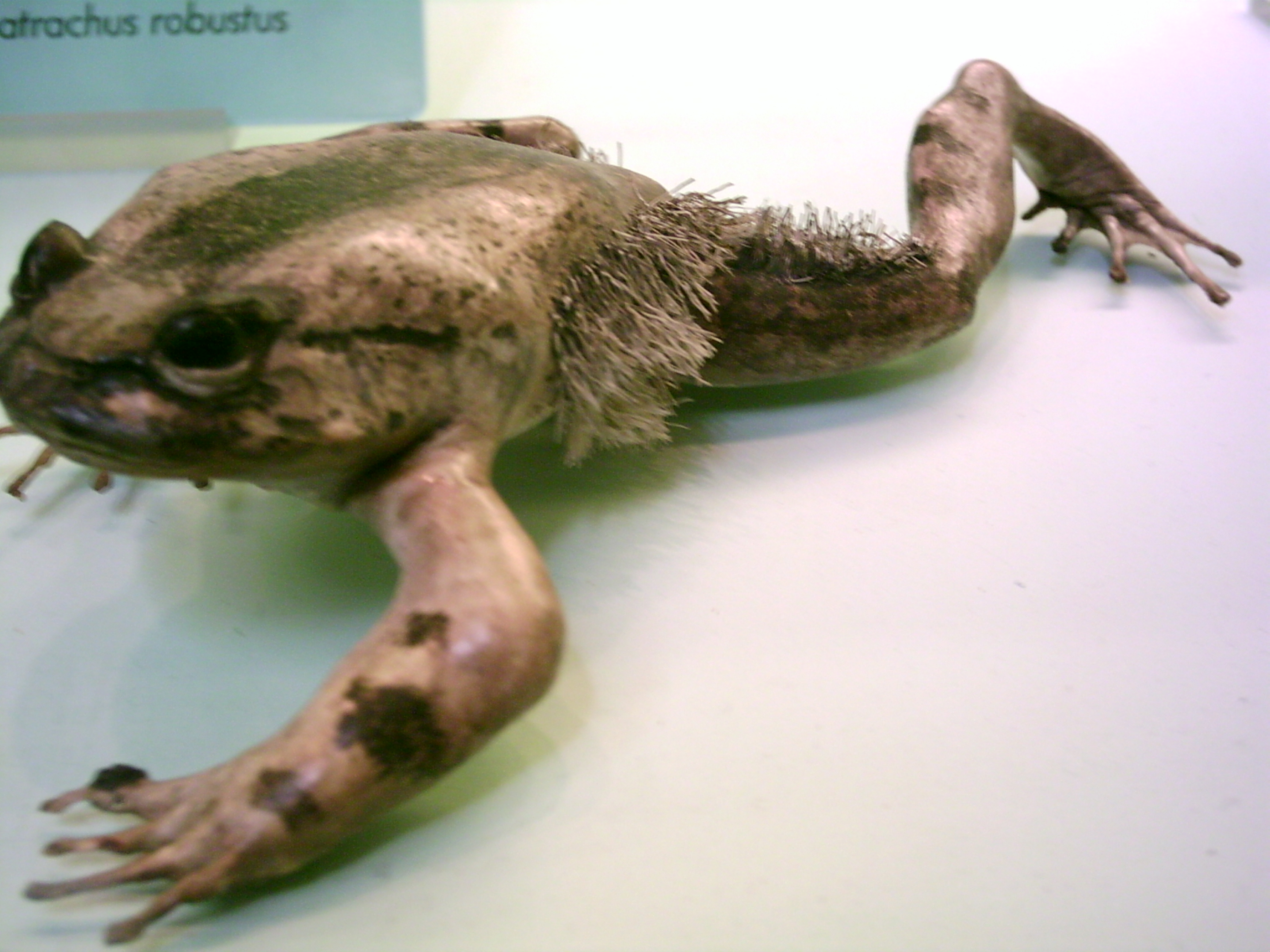
Trichobatrachus robustus
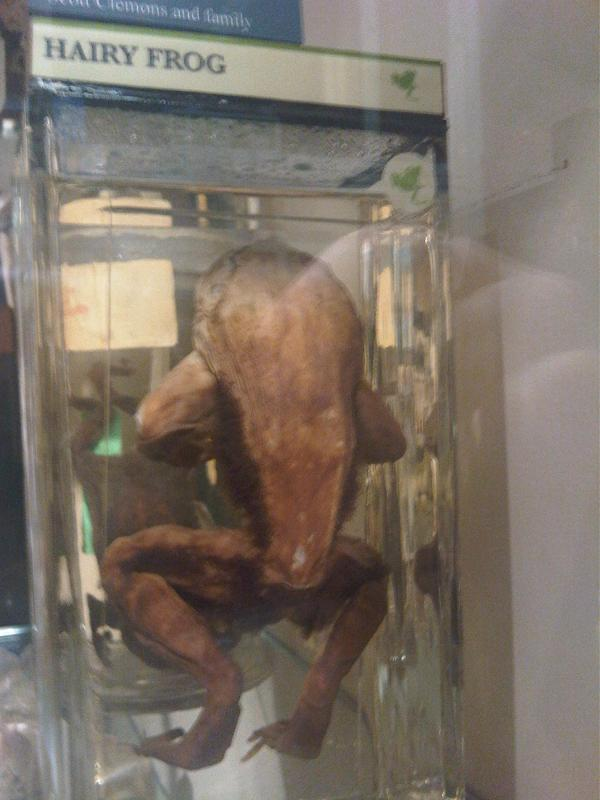
Guineai szőrösbéka a londoni Grant Museum of Zoology-ban
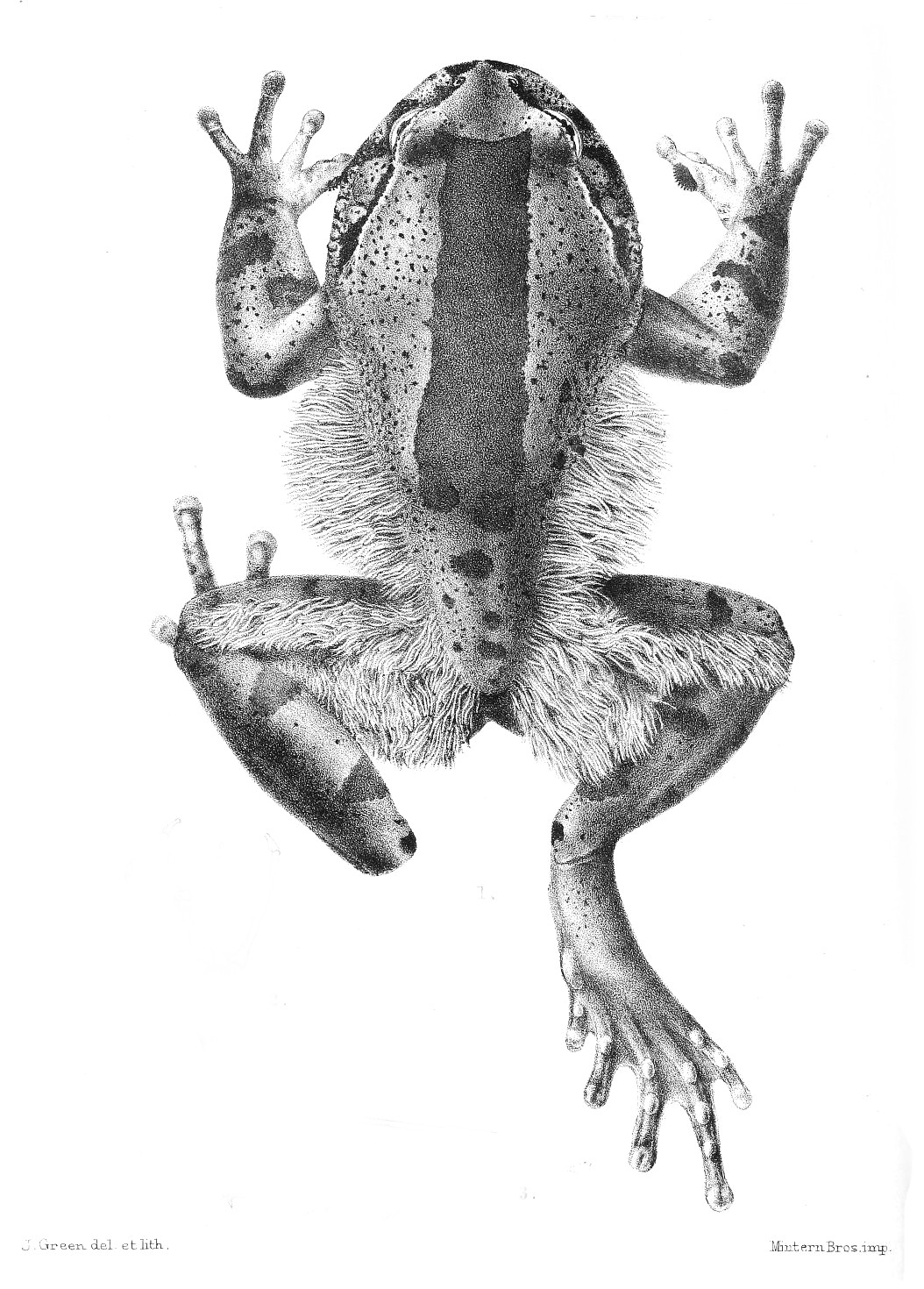
Illusztráció a guineai szőrösbékáról

## Fordítás
- Ez a szócikk részben vagy egészben  a   Hairy Frog című angol Wikipédia-szócikk ezen változatának fordításán alapul.  Az eredeti cikk szerkesztőit annak laptörténete sorolja fel. Ez a jelzés csupán a megfogalmazás eredetét és a szerzői jogokat jelzi, nem szolgál a cikkben szereplő információk forrásmegjelöléseként.